# Tony D (producent)
Tony D właściwie Anthony Depula (ur. 1967, zm. 5 kwietnia 2009) był amerykańskim producentem muzycznym oraz częścią kolektywu Crusaders For Real Hip-Hop pochodzenia włoskiego. Przez lata kariery był producentem grupy Poor Righteous Teachers, oraz współpracował z wieloma artystami takimi jak YZ, DJ Muggs, Young Zee, Outsidaz, Pace Won, Blvd Mosse, King Sun, Scott Lark, oraz Shawn Lov.
Tony D uważany jest za jednego z najbardziej wpływowych producentów hip-hopowych w stanie New Jersey. Podczas swojej kariery współpracował z wieloma wytwórniami m.in. Cha-Ching, Grand Central, 4th & B'way, Island, PolyGram oraz Profile Records, gdzie wydał album z grupą Crusaders for Real Hip Hop. Przez kilka lat był również gospodarzem w radiu na Uniwersytecie w Princeton, gdzie raz w tygodniu prowadził własną audycję na temat hip-hopu.
Anthony Depula zginął 5 kwietnia 2009 w wypadku samochodowym w Hamilton w stanie New Jersey, gdzie mieszkał od kilku lat. 

## Dyskografia
Albumy
- Music Makes You Move (1989)
- Droppin' Funky Verses (1991)
- Flav (Beats) From The Cave (1994)
- Pound For Pound (1997)
- Master Of The Moaning Beats (2001)

z Crusaders For Real Hip-Hop
- Deja Vu - It's '82 (1992)

EP
- Central J Parlay EP (1995)
- Trenton Connection E.P. (1996)

Single
- It's My Day / I'm Terrifyin' (1987)
- Rock The House / Get Fresh / What You Gonna Do (1988)
- E.F.F.E.C.T. (1990)
- Check The Elevation (1991)
- Homeless (1998)
- The Jersey Devil / Atomic Drop (1999)
- Wizard Of Oz (2001)
- Me And My Girl (2001)
- What You Say (2001)